# Đổng Bình
Đổng Bình (chữ Hán: 董平; bính âm: Dǒng Píng) là một nhân vật hư cấu trong Thủy hử. Ở Lương Sơn Bạc, Đổng Bình là đầu lĩnh thứ 15, được sao Thiên Lập Tinh (chữ Hán: 天立星; tiếng Anh: Steadfast Star) chiếu mệnh.

## Xuất thân
Đổng Bình là người quận Thượng Đảng, phủ Hà Đông. Ông làm chức binh mã đô giám dưới trướng thái thú Đông Bình Trình Vạn Lý.

## Tài năng
Đổng Bình thông minh lanh lợi, có tài sử dụng thương. Ông thường ra trận với hai cây thương và hai lá cờ thêu câu đối "Anh hùng song thương tướng - Phong lưu vạn hộ hầu" nên có ngoại hiệu là Song Thương Tướng (chữ Hán: 雙槍將; tiếng Anh: General of Double Spears; nghĩa Việt: Tướng hai thương). Ngoài ra ông cũng có tài nghệ thuật, thổi sáo đánh đàn không gì không hay.

## Lên Lương Sơn
Vì đang thiếu lương và để phân định ai sẽ làm chủ Lương Sơn Bạc, Tống Giang và Lư Tuấn Nghĩa mỗi người dẫn một cánh quân đi vây đánh phủ Đông Bình và Đông Xương, là hai nơi trù phú có thể lấy được lương thảo.
Tống Công Minh đánh phủ Đông Bình, đầu tiên dùng lễ nghĩa và cho Úc Bảo Tứ cùng Vương Đình Lục đến Đông Bình gửi chiến thư và dụ hàng, nhưng Đổng Bình khuyên Trình Vạn Lý từ chối và giết sứ giả. Trình Vạn Lý không giết Úc Bảo Tứ và Vương Đình Lục nhưng Đổng Bình cho hai người bị đánh đòn.
Sau đó, Sử Tiến vì có quen thân một con hát tên Lý Thụy Lan tại Đông Bình nên định vào nhà đó ở tạm để làm nội ứng. Tuy nhiên, Lý Thụy Lan báo lại cho người nhà và quan quân đến bắt Sử Tiến. Tống Giang tấn công thành để cứu Sử Tiến. Đổng Bình đem quân ra sức chiến đấu dữ dội với quân Lương Sơn. Một đêm, Đổng Bình bị Tống Giang lừa đuổi theo, đến huyện Thọ Xuân thì Đổng Bình bị trúng mai phục và bắt sống.
Tống Giang đối đãi tử tế với Đổng Bình, thêm Đổng Bình vốn có bất hòa với Trình Vạn Lý vì mãi không dạm cưới được con gái của ông ta nên tình nguyện đầu hàng và dẫn quân chiếm Đông Bình. Quân canh cửa không biết Đổng Bình đã hàng Lương Sơn nên mở cửa cho vào, quân Lương Sơn lấy được thành, Đổng Bình giết cả nhà Trình Vạn Lý và cướp lấy người con gái.
Ngay sau khi chiến thắng ở Đông Bình, Tống Giang phải đem quân qua giúp Lư Tuấn Nghĩa ở Đông Xương. Đổng Bình góp phần quan trọng khi đánh đuổi được đại tướng của Đông Xương là Trương Thanh sau khi viên tướng này hạ được mười lăm tướng khác của Lương Sơn.

## Đánh Phương Lạp
Đổng Bình theo Tống Giang nhận sự chiêu an của triều đình và đem quân đi trấn áp các cuộc nổi dậy. Sau này qua Giang Nam đánh Phương Lạp, Lư Tuấn Nghĩa kéo đến ải Độc Tùng, sai Âu Bằng, Đặng Phi, Lý Trung, Chu Thông leo lên núi dò đường, gặp tướng giặc là Lệ Thiên Nhuận, vì muốn báo thù cho anh là Lệ Thiên Hựu bị Lữ Phương đâm chết, nên thả quân tấn công 4 tướng, Chu Thông bị chém chết, các tướng khác cũng mang thương tích cố đánh rút chạy về trại.
Đổng Bình tức giận muốn đánh báo thù cho Chu Thông liền thúc ngựa đến trước cửa ải lớn tiếng quát mắng tướng giặc. Quân giặc từ trong cửa ải bắn hoả pháo xuống, đạn lửa rơi sát người làm cho Đổng Bình bỏng cháy cánh tay trái, phải quay về doanh trại. Vì thế Đổng Bình phải buộc thuốc bó nẹp gỗ ở tay không cầm thương được. Dù vậy, ngay ngày hôm sau Đổng Bình lại định lên núi đánh báo thù, Lư Tuấn Nghĩa phải khuyên can mãi mới chịu nghe.
Hôm sau nữa, thấy vết thương đã đỡ đau, Đổng Bình không báo cho Lư Tuấn Nghĩa biết, bàn riêng với Trương Thanh rồi hai người đi bộ lên trước cửa ải thách đánh. Lệ Thiên Nhuận và Trương Thao liền mở cửa ải ra giao chiến. Đổng Bình muốn bắt sống Lệ Thiên Nhuận liền nâng thương xông đến chặn đánh. Lệ Thiên Nhuận cũng dùng thương dài xông đến đánh Đổng Bình. Hai người giao chiến hơn mười hiệp. Đổng Bình sốt ruột muốn báo thù, không ngờ tay trái còn đau không cầm thương được đành phải lui xuống núi. Lệ Thiên Nhuận đuổi theo xuống quá cửa ải, Trương Thanh dồn sức đâm tới, nhưng Lệ Thiên Nhuận kịp né người ra sau cây thông tránh được. Ngọn giáo trong tay Trương Thanh cắm phập vào gốc thông. Trương Thanh dùng hết sức nhưng không nhổ giáo ra được, bị Lệ Thiên Nhuận phóng thương đâm trúng ngực ngã gục tại chỗ. Đổng Bình thấy Trương Thanh bị giết vội múa song thương đến đánh, không ngờ lúc ấy Trương Thao từ phía sau lia ngang một đao chém Đổng Bình đứt đôi làm hai đoạn.

## Trong Đãng Khấu Chí
Tại hồi 31, Đổng Bình, Bào Húc và Tiêu Đĩnh được lệnh trấn thủ Tào Châu. Đổng Bình ngày đêm luyện tập binh mã, đề phòng quan quân tiến đến, hết sức cảnh giác, cắt cử lính canh phòng, tự mình đốc thúc, năm ngày không cởi giáp. Hôm sau, Kim Thành An dẫn quân Tế Nam đến hòng đoạt lại Tào Châu. Hai bên giao chiến hơn 20 hiệp không phân thắng bại, hôm sau nữa giao chiến thì Tiêu Đĩnh bị bắt. 
Thế rồi Kim Thành An được Vi Dương Ẩn giúp sức, liền đem quân kiêu chiến liên tục nhục mạ, đem Tiêu Đĩnh lột sạch quần áo rồi kéo ra trước trận. Đổng Bình không nhịn nổi, vác song thương ra đánh. Vi Dương Ẩn xông lên kiêu chiến. Hai bên đánh nhau hơn 60 hiệp, đường thương xuất quỷ nhập thần, không phân thắng bại. Thế rồi Thành An cũng tham chiến, Đổng Bình vẫn bình tĩnh đánh với 2 tướng. Thành An chặn thương tả của Đổng Bình, Đổng Bình dùng thương hữu đánh với Dương Ẩn, bỗng Thành An dương cao mũi thương đâm vào cổ Đổng Bình, Đổng Bình vội dùng thương bên trái gạt ra, mũi thương của Thành An đánh thốc vào trán Đổng Bình, máu chảy ròng ròng. Thừa thế, thương của Vi Thương Ẩn đánh gạt thương ngọn thương phải của Đổng Bình, đâm thẳng vào bụng, mũi thương của Thành An thuận đà lao vào ngực, hai thương cùng lúc đánh vào. Thương thay Song thương tướng hào hoa phong lưu, dày dặn chinh chiến nay bỏ mình cũng vì song thương. 
Quân lính trên thành thấy Đổng Bình đã chết, hoảng loạn xin hàng. Bào Húc dẫn mấy chục thiết kỵ chạy ra cánh đồng. Tào Châu thất thủ, Tiêu Đĩnh cũng bị chém đầu.

## Hậu duệ
Trong tiểu thuyết Thuyết Nhạc toàn truyện (bản dịch tiếng Việt là Nhạc Phi diễn nghĩa), nhân vật Đổng Phương được giới thiệu là con trai Đổng Bình. Đổng Phương ban đầu làm cướp ở Sư Tử sơn, đối diện với Kỳ Lân sơn của Trương Quốc Tường, con trai của Trương Thanh. Về sau Đổng Phương và Trương Quốc Tường trở thành bộ tướng của Nhạc Phi.